# Grande mosquée du sultan Qabus
La grande mosquée du sultan Qaboos (en arabe : جامع السلطان قابوس الكبير), située à l'ouest de Mascate, près de Bawshar, est la principale mosquée d'Oman. Financée et commandée par le sultan Qabus ibn Saïd, elle est commencée en 1994 et inaugurée le 4 mai 2001. Elle est particulièrement connue pour avoir le 2e plus grand tapis fait main d'une seule pièce (70 sur 60 mètres) (le plus grand est à Abu Dhabi) et le plus grand chandelier du monde, serti d'or 24 carats.

## Histoire
En 1992, le sultan Qabus ibn Saïd prend des dispositions pour la construction d'une nouvelle mosquée, voulue la plus grande du pays. Un concours d'architecture est lancé en janvier 1993. Parmi les huit concurrents internationaux en lice, deux se distinguent nettement. Il s'agit d'une part du cabinet Architects International basé à Washington, D.C. et à Oman, ainsi que d'autre part de Mohamed Makiya et du cabinet londonien Quad Design. Ces derniers l'emportent.
Les travaux commencent en décembre 1994 et durent plus de six ans.

## Architecture
Tapis
Le tapis persan de la grande salle de prières est exceptionnel à de nombreux points de vue. Il mesure 70 x 60 m et pèse 21 tonnes. Les fils de laine et de coton sont déclinés en 28 couleurs dont la plupart ont été obtenues à partir de teintures végétales. Pour réaliser 1,7 milliard de nœuds, 600 tisserandes de la province iranienne de Khorassan ont travaillé pendant quatre ans, encadrées par 15 techniciens. Pour finir, les 58 morceaux ont été réunis et assemblés dans la grande salle par des spécialistes. Ce tapis est considéré comme le plus grand tapis persan artisanal réalisé dans le monde, une pièce unique de 5.625 m2 (plus grand qu' un terrain de football), à partir de 38 tonnes de laine et de coton.
Luminaires
Un soin particulier est apporté aux éclairages, notamment grâce à 35 lustres en cristal Swarovski et en métal plaqué or. Le plus spectaculaire est le lustre central de la grande salle de prières. Son diamètre est de 8 m, sa hauteur de 14 m. Il pèse huit tonnes. Il doit son éclat aux 1 122 ampoules qui le constituent.
Vitraux
Les vitraux sont réalisés selon la technique traditionnelle, c'est-à-dire avec des verres antiques, un sertissage au plomb, des motifs gravés et peints avec grisailles, jaune à l'argent et cuits au four pour vitrification, par une entreprise française, France Vitrail International.